# Cremona
Cremona (lombardul Cremùna) város az olaszországi Lombardiában és az azonos nevű megye székhelye.

## Fekvése
Cremona Lombardiában, a Pó-síkságon található, a Pó folyó mentén, Milánó és Mantova között.

## Történelme
Cremonát a gallok alapították. Kr. e. 218-ban római gyarmattá lett és kereskedelme által felvirágzott. Vitellius legyőzése után, 69-ben Vespasianus  lerombolta, csakhamar azonban újra felépült. A középkorban szabad kommunaként tagja volt a Lombard Ligának. 1702-ben Villeroi francia marsallt egy éjjeli támadás alkalmával itt Savoyai Jenő elfogta. 1796-ban a franciák, 1799-ben az osztrákok, 1800-ban újra a franciák foglalták el, akiknek birtokában maradt 1815-ig. Ekkor az Ausztriához tartozó Lombard–Velencei Királyság része lett, majd 1859-ben Olaszország birtokába került. 1891-ben 31 788 lakosa volt.

## Demográfia
A népesség számának alakulása:

### Itt születtek
- Claudio Monteverdi (1567-1643) zeneszerző
- Nicola Amati (1596-1684) hegedűkészítő
- Francesco Cavalli (1602-1676) zeneszerző
- Andrea Guarneri (1626-1698) hegedűkészítő
- Antonio Stradivari (1643-1737) hegedűkészítő

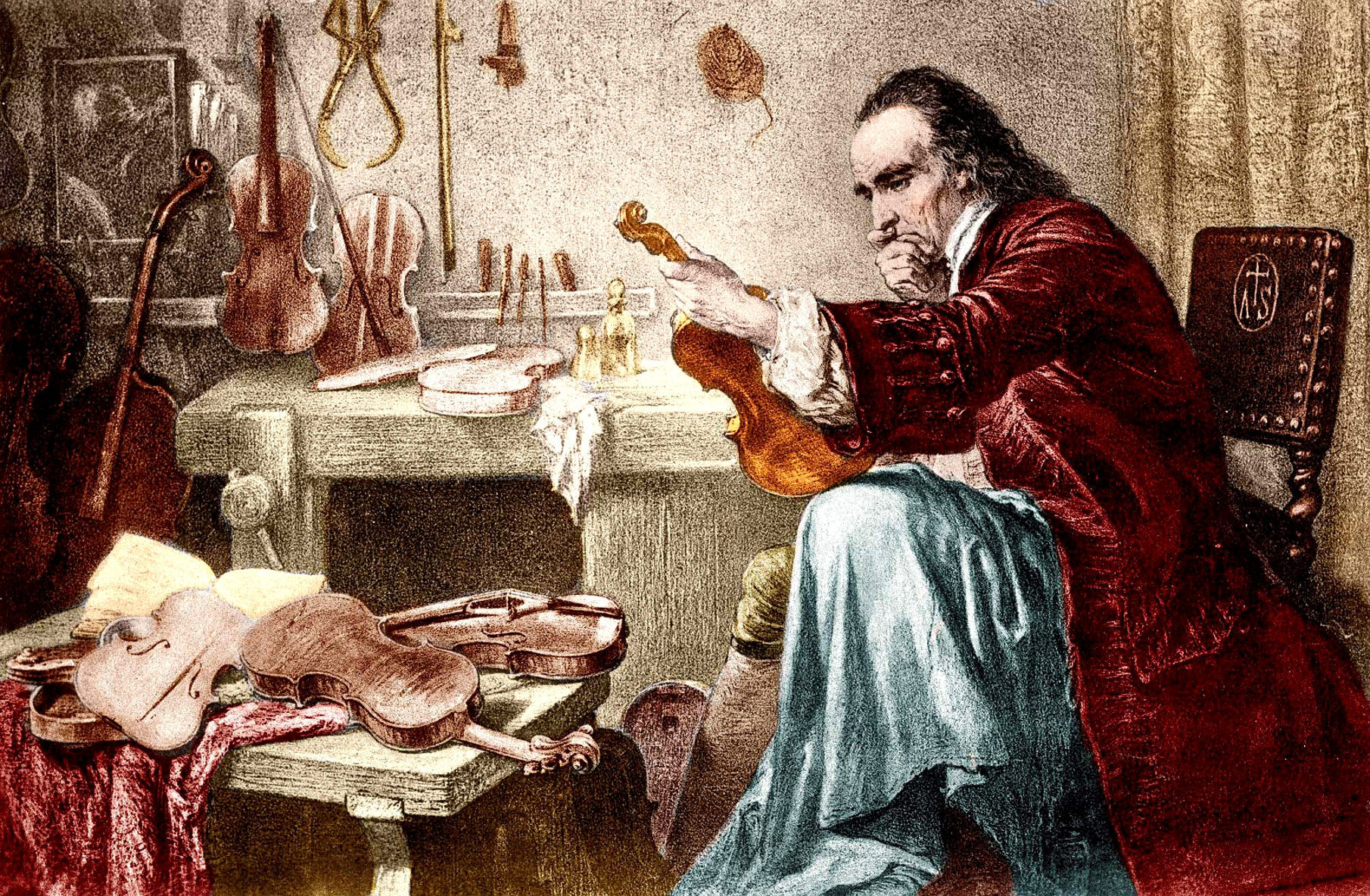
Antonio Stradivari egy hangszert vizsgál

- Ugo Tognazzi (1922-1990) színész
- Gianluca Vialli (1964) labdarúgó
- Ivan Goi (1980) motorversenyző